# Grand maître d'Hôtel de Bretagne
Le grand maître d'hôtel de Bretagne, appelé aussi grand maître de Bretagne, était un des grands officiers du duché de Bretagne. La relation du Parlement général tenu à Vannes en 1462, nous apprend qu'après le duc venaient le chancelier, en habit royal, le seigneur de Malestroit, maréchal, le vicomte du Fou, amiral, et messire Tanguy du Chastel, grand maître d'hôtel, ayant le bâton haut sur l'épaule.

## Liste des grands maîtres d'Hôtel de Bretagne
| Dates | Titulaire             | Duc                       | Notes | Blason |
| ----- | --------------------- | ------------------------- | --- | ------ |
| 1413  | Tristan de La Lande   | Jean V le Sage            | De gueules à de trois écussons d'argent ; à la cotice brochante |        |
| 1431  | Robert d'Espinay      | Jean V le Sage            | D'argent, au lion coupé de gueules et de sinople, armé d'or |        |
| 1448  | Robert d'Espinay      | François Ier le Bien-Aimé | D'argent, au lion coupé de gueules et de sinople, armé d'or |        |
| 1451  | Henri de Villeblanche | Pierre II le Simple       | D'argent, à l'aigle de sable armée et becquée de gueules, chargée sur l'estomac d'une croix pattée d'azur, à enquerre |        |
| 1457  | Jean de Malestroit    | Pierre II le Simple       | Sire de Kaer et De gueules à dix besants d’or ordonnés 4, 3, 2 et 1 |        |
| 1462  | Simon d'Anglure       | François II               | D'or, semé de grelots cousus d'argent soutenus chacun d'un croissant de gueules |        |
| 1462  | Tanneguy du Chastel   | François II               | Fascé d'or et de gueules de six pièces |        |
| 1469  | Jean de Coetquen      | François II               | Bandé d'argent et de gueules |        |
| 1491  | Jean de Rohan         | Anne                      | Écartelé en 1 et 4 de gueules aux chaînes d'or posées en orle, en croix et en sautoir, chargées en cœur d'une émeraude au nature, en 2 et 3 d'azur semé de fleurs de lys d'or à la bande componée d'argent et de gueules, sur le tout parti en 1 de gueules aux neuf macles d'or posées 3, 3 et 3, et en 2 d'hermine |        |
| 1506  | Olivier de Coëtmen    | Anne                      | De gueules, à sept annelets d'argent (3, 3 et 1) |        |